# Walt Disney Studios Home Entertainment
Walt Disney Studios Home Entertainment (incorporado como Buena Vista Home Entertainment, Inc. desde 1997 e anteriormente conhecido como "Walt Disney Telecommunications & Non-Theatrical Company" entre 1980 e 1987 e eventualmente Buena Vista Home Video até 1997) é a divisão de distribuição de home video mundial da The Walt Disney Company. A Disney começou a distribuir vídeos sob sua marca a partir de 1980 através do nome Walt Disney Home Video.

## Filmes
- Uma Aventura no Tempo (2007)